# Le Grand Bob
Le Grand Bob est un roman de Georges Simenon, paru en 1954 aux Presses de la Cité.
Simenon écrit cette œuvre en mai 1954 à Shadow Rock Farm, Lakeville (Connecticut), États-Unis.

## Résumé
Lulu Dandurand avertit le docteur Charles Coindreau de la noyade de son mari, le Grand Bob. Cette mort, apparemment accidentelle, est en réalité un suicide. Charles cherche dans le passé et la vie privée de son ami, véritable boute-en-train toujours gai et moqueur, des éléments qui puissent élucider ce mystère.
Issu d'une famille honorable, Bob avait fréquenté la faculté de droit, d'abord à Poitiers, où son père enseignait, puis à Paris. C'est en 1930 qu'il rencontre Lulu, jeune femme légère mais bon cœur ; il lui fait part de sa décision : abandonner ses études (bien qu'il soit à la veille de les achever) et rompre
ainsi avec sa famille. 
Bob et Lulu, après avoir vécu ensemble, se marient quelques années plus tard et s'installent à Paris où Lulu, chapelière, et Bob, très instable, vivent modestement. Lors d'un week-end à l'Auberge du Beau-Dimanche de Tilly, Lulu fait une de ses nombreuses fausses couches. Charles Coindreau la soigne et devient l'ami du couple. Bob, qui ne déteste pas le petit verre, souffre de fréquents maux d'estomac ; on ne lui connaît cependant aucun médecin. 
Mais voici qu'une voisine de Lulu lui apprend que Bob est le client d'un cancérologue, le docteur Gigoigne. Lors d'une entrevue avec ce spécialiste, la vérité éclate. Se sachant atteint d'un cancer au duodénum, Bob refuse l'opération possible, car il ne peut tolérer l'idée que Lulu devienne sa garde-malade. À Tilly donc, il feint de s'intéresser à la pêche au brochet, ce qui lui permet de partir seul à l'aube et de disparaître. 
La vie normale reprend pour Charles. Il perd de vue Lulu jusqu'au jour où il apprend son suicide : se laissant aller de plus en plus, elle voulait rejoindre Bob avant sa complète déchéance, avant de se sentir indigne de celui qui l'avait transformée.

## Aspects particuliers du roman
Le récit est raconté à la première personne et du point de vue du docteur Coindreau. De fréquents retours en arrière se chargent
d’éclairer la vie des personnages, en particulier le caractère du Grand Bob.

## Fiche signalétique de l'ouvrage

### Cadre spatio-temporel

#### Espace
Paris (Montmartre). Référence à Tilly (Seine-et-Oise).

#### Temps
De juin à la mi-décembre 1953.

### Les personnages

#### Personnage principal
Charles Coindreau. Docteur en médecine. Marié, deux fils. Age mûr.

#### Autres personnages
- Robert Dandurand, dit le Grand Bob, sans emploi fixe, 49 ans
- Lulu, épouse de Bob, 46 ans.

## Éditions
- Édition originale : Presses de la Cité, 1954
- Livre de Poche n° 14286, 2001  (ISBN 978-2-253-14286-7)
- Tout Simenon, tome 7, Omnibus, 2002  (ISBN 978-2-258-06048-7)
- Romans durs, tome 9, Omnibus, 2013  (ISBN 978-2-258-09396-6)
- Romans durs, tome 9, Omnibus, 2023  (ISBN 978-2-258-20266-5)

## Source
- Maurice Piron, Michel Lemoine, L'Univers de Simenon, guide des romans et nouvelles (1931-1972) de Georges Simenon, Presses de la Cité, 1983, p. 180-181  (ISBN 978-2-258-01152-6)